# Epsilon Cancri
Epsilon Cancri (ε Cnc, ε Cancri) är en stjärna i norra delen av stjärnbilden Kräftan. Den är en av de 
ljusare medlemmarna i den öppna stjärnhopen Bikupehopen (Messier 44). Stjärnans Bayerbeteckning, ε Cancri, angavs ursprungligen för hela stjärnhopen.

## Egenskaper
ε Cancri är en vit jättestjärna av typ A och spektralklass A5III  med en skenbar magnitud på 6,29. Den är, baserat på parallaxmätningar, belägen omkring 590 ljusår från solen.
ε Cancri är en spektroskopisk dubbelstjärna med en omloppstid på 35 dygn och excentricitet 0,32.